# Mary Morrissy
Mary Morrissy (* 1957 in Dublin) ist eine irische Schriftstellerin und Journalistin.

## Leben
Morrissy studierte an der Rathmines School of Journalism. Sie arbeitete als Journalistin bei der irischen Zeitung The Irish Press. An der University of Arkansas lehrte sie Kreatives Schreiben und Sommerkurse an der University of Iowa.
Morrissy arbeitete 2008/2009 als Jenny McKean Moore Writer an der George Washington University. Morrissys The Duchess verschaffte ihr einen Platz als Cullman-Fellow an der New York Public Library. The Duchess ist eine imaginäre Autobiographie von Seán O’Caseys Schwester, Bella O’Casey. Der Roman wurde 2013 unter dem Titel The Rising of Bella Casey publiziert. Seit 2015 arbeitet Morrissy am University College Cork als Dozentin für Kreatives Schreiben.

## Auszeichnungen
Morrissy erhielt den Hennessy Award für eine Kurzgeschichte 1984 sowie 1995 den Lannan Literary Award. Sie war 1996 für den Whitbread Prize nominiert. 2015 wurde Morrissy Mitglied der irischen Künstler-Vereinigung Aosdána.

## Werke

### Kurzgeschichten
- A Lazy Eye. Jonathan Cape, London / Scribner, New York 1993, ISBN 0-09-970141-3.
- New Irish Short Stories. Hrsg. Joseph O’Connor. Faber and Faber, 2011, ISBN 978-0-571-25527-6.
- Dubliners 100. Hrsg. Thomas Morris. Tramp Press, 2014, ISBN 978-0-9928170-1-5.
- Prosperity Drive. Jonathan Cape, 2016, ISBN 978-0-224-10219-3.

### Romane
- Mother of Pearl. Scribner, 1995 / Jonathan Cape, 1996, ISBN 0-09-958251-1.
- The Pretender. Jonathan Cape, 2000, ISBN 0-09-928367-0.
- The Rising of Bella Casey. Brandon, 2013, ISBN 978-1-84717-576-2.